# Cimex
Genre
Synonymes
- Acanthia Fabricius, 1775
- Clinocoris Fallen, 1829
- Clinophilus Blanford, 1903
- Klinophilos Kirkaldy, 1899

Cimex est un genre d'insectes hémiptères du sous-ordre des hétéroptères (punaises) de la famille des cimicidés.
Certaines espèces sont des parasites de l'homme.

## Liste des espèces
Selon BioLib (7 janvier 2021) :
- Cimex adjunctus Barber, 1939
- Cimex angkorae Klein, 1969
- Cimex antennatus Usinger & Ueshima, 1965
- Cimex brevis Usinger & Ueshima, 1965
- Cimex cavernicola Usinger, 1966
- Cimex columbarius Jenyns, 1839
- Cimex dissimilis (Horváth, 1910)
- Cimex flavifusca Wendt, 1939
- Cimex hemipterus Fabricius, 1803
- Cimex incrassatus Usinger & Ueshima, 1965
- Cimex japonicus Usinger, 1966
- Cimex latipennis Usinger & Ueshima, 1965
- Cimex lectularius Linnaeus, 1758
- Cimex marginatus Simov, Ivanova & Schunger, 2006
- Cimex pilosellus (Horváth, 1910)
- Cimex pipistrelli Jenyns, 1839
- Cimex rotundatus Signoret, 1852
- Cimex sibiricus Vinokurov, 1995